# Aka paratypica
Aka paratypica är en svampdjursart som beskrevs av Fromont 1993. Aka paratypica ingår i släktet Aka och familjen Phloeodictyidae. Inga underarter finns listade i Catalogue of Life.